# Jesse Rath
Jesse Rath, né le 11 février 1989 à Montréal, Québec au Canada, est un acteur de cinéma et de télévision canadien.

## Biographie
Jesse Rath est le frère de Meaghan Rath.
En 2009 il est casté dans la mini-série, Assassin's Creed: Lineage, jouant Federico Auditore, le rôle de l'un des fils du personnage principal, Giovanni.
Il joue dans Being Human aux côtés de sa sœur Meaghan à partir de 2013 puis intègre le casting de Defiance.
Depuis 2018 il a un rôle récurrent puis principal dans la série Supergirl où il joue le rôle de Brainiac 5, un des meilleurs amis de Supergirl.

## Filmographie

### Cinéma
- 2005 : Un parcours de légende de Bill Paxton : Un coureur
- 2008 : Prom Wars de Phil Price : Francis
- 2009 : Dead like Me: Life After Death de Stephen Herek : Un adolescent
- 2009 : The Trotsky de Jacob Tierney : Dwight
- 2009 : Assassin's Creed: Lineage de Yves Simoneau : Federico Auditore
- 2011 : Full Moon Renaissance de Joe Nimziki : Sachin
- 2012 : The Good Lie : Jesse
- 2013 : His Turn : Dicko
- 2019 : Jay et Bob contre-attaquent… encore de Kevin Smith :

### Télévision
- 2009-2010 : Aaron Stone : Ram
- 2010-2011 : Majeurs et mariés : Carter Boyd
- 2012-2013 : Mudpit : Liam/Lamb
- 2012 : Ma baby-sitter est un vampire : Hotep
- 2013-2014 : Being Human : Robbie Malik
- 2013-2015 : Defiance : Alak Tarr
- 2016 : Code Black : James
- 2016 : 19-2 : Owen
- 2016 : The Brief : Austin
- 2016-2017 : No Tomorrow : Timothy
- 2018- 2021 : Supergirl : Querl Dox/Brainiac 5
- 2018 : Gone : Agent Riggs